# 永光寺
永光寺（ようこうじ）は、石川県羽咋市酒井町にある曹洞宗の寺院。山号は洞谷山（とうこくざん）。本尊は釈迦如来。能登観音霊場第13番札所。

## 歴史
正和元年（1312年）瑩山紹瑾の教えによって発心した酒匂氏出身の祖忍尼（鹿島郡酒井保中河（現・羽咋市中川町付近）の地頭酒匂頼親の息女）とその夫・海野三郎滋野信直が檀越となり、酒井保（現・羽咋市酒井町付近）野山を施入した。夫妻の志しと霊夢に感じ入った瑩山が、翌年山中に茅屋を結んで仮の庫裡としたのが始まりだという。伽藍は元亨3年（1323年）頃に整備され、元亨4年に本堂普光堂が竣工した。暦応2年（1339年）頃には、足利尊氏・足利直義の発願による能登国の利生塔が境内に建立された。
応仁の乱後は後土御門天皇の勅願で再興されるが、天正7年（1579年）、兵乱で開山堂の五老峰を除いて焼失。天正10年、前田利家によって再興された。現存の伽藍は江戸時代の再建である。

## 伽藍
山門を入ると、正面に法堂（本堂）、その手前右手には庫裏、書院、左手には僧堂、衆寮、鐘楼などが建ち、これらを回廊で結んでいる。法堂裏には開山堂にあたる伝燈院があり、その奥には五老峰と称する墳丘がある。五老峰とは天童如浄、道元、孤雲懐奘、徹通義介、瑩山紹瑾の5名の祖師のことで、伝燈院にはこれら5名の木像を安置し、墳丘には5名の遺品等が埋納されている。

## 文化財

### 重要文化財（国指定）
- 瑩山紹瑾筆洞谷山置文（附:瑩山紹瑾所用木印） - 鎌倉時代、瑩山紹瑾筆
「尽未来際置文」元応元年（1319年）十二月八日、「四至堺田畠注文」元亨（1321年）三年三月七日、「文書注文」元亨三年十月九日、「寄田注文」元亨三年十月九日、「山中松禁制」正中二年（1325年）五月一日、「尽未来際勤行置文」正中二年七月十八日、の六通。

### 県指定有形文化財
- 木造徹通義介坐像 - 室町時代
- 木造瑩山紹瑾坐像 - 室町時代
- 木造明峰素哲坐像 - 室町時代
- 木造峨山韶碩坐像 - 室町時代
- 永光寺文書・典籍類 251点

### 市指定有形文化財
- 伽藍配置[4]
- 紙本淡彩山岡鉄舟像 河鍋暁斎画 明治19年（1886年）9月 市指定文化財

### その他
- 天童如浄語録
- 12巻本正法眼蔵
- 紙本淡彩何蠡舟（かれいしゅう）像 河鍋暁斎画 明治19年（1886年）

## 交通アクセス
- JR羽咋駅から車で15分
- 峨山道 - 總持寺祖院と永光寺を結ぶ参詣道

## 参考資料
- 石川県立歴史博物館編集・発行 『永光寺の名宝』展図録、1998年